# Phragmites
Phragmites is een geslacht uit de grassenfamilie (Poaceae). De soorten van dit geslacht komen voor in riet- en drasland in gematigde en subtropische gebieden.